# サムシング・ビューティフル
「サムシング・ビューティフル」(Something Beautiful)は、ロビー・ウィリアムズの楽曲。

## 概要
- 本曲は5枚目のスタジオ・アルバム『エスカポロジー』から3枚目のシングルとして2003年6月28日に発売された、日本ではアルバムからの唯一のシングルとして5月21日に発売されている[2]。
- テレビ朝日系列ドラマ『OL銭道』のエンディング・テーマに使用された。
- ミュージック・ビデオはオーディション番組を題材にしており、ロビーの実の父ピートも出演している[3]。

## 収録曲
日本盤マキシ・シングル
1. サムシング・ビューティフル　- 4:48
2. カーズド　- 4:01
3. フィール　(ミュージック・ビデオ)